# Danmark vid världsmästerskapen i friidrott 2009
Danmark deltog vid Världsmästerskapen i friidrott 2009 i Berlin.

## Deltagare

### Herrar
| Gren      | Namn          |
| Längdhopp | Morten Jensen |

### Damer
| Gren       | Namn              | Resultat | Placering            |
| 400 m häck | Sara Petersen     | 56,99    | Utslagen i semifinal |
| Maraton    | Annemette Aagaard |          |                      |